# Febre reumàtica
La febre reumàtica (en anglès: rheumatic fever, acute rheumatic fever, o ARF), és una malaltia inflamatòria que pot implicar el cor, les articulacions, la pell i el cervell. Aquesta malaltia típicament es desenvolupa de dues a quatre setmanes després d'una infecció de la gola. Els signes i els símptomes inclouen la febre, el dolor multiple de les articulacions, moviments involuntaris dels músculs, i una picor coneguda com a erythema marginatum. El cor està involucrat en la meitat dels casos.El dany permanent en les vàlvules del cor rep el nom de malaltia reumàtica cardíaca (rheumatic heart disease o RHD), normalment només ocorre després de molts atacs, però ocasionalment pot ocórrer després d'un sol cas d'ARF. Les vàlvules danyades poden tenir com a resultat una insuficiència cardíaca.

## Prevenció i tractament
El tractament de la infecció de la gola amb antibiòtics, com la penicil·lina, disminueix el risc de patir ARF.

## Epidemiologia
La febre reumàtica aguda ocorre en uns 325.000 infants cada any i actualment uns 18 milions de persones pateixen al malaltia reumàtica del cor. Les edats més comunes per als que tenen ARF són entre els 5 i 14 anys, amb un 20% d'atacs per primer cop que ocorren en els adults. Aquesta malaltia és més comuna en els països subdesenvolupats i entre els indígenes dels països desenvolupats. L'any 2013 va causar 275.000 morts. Les descripcions d'aquesta condició es remunten al segle C a.C en l'obra d'Hipòcrates. S'anomena així aquesta malaltia pel fet que els símptomes són similars als d'alguns trastorns reüma.

Un cultiu de streptococcal pharyngitis.

## Prevenció
La prevenció de la recurrència s'assoleix erradicant la infecció aguda i mitjançant profilaxi amb antibiòtics. L'American Heart Association suggereix que s'ha de mantenir la salut dental i en algunes persones considerar una profilaxi a llarg termini amb antibiótics.

## Tractament
L'aspirina és la droga d'elecció i s'hauria de subministrar a dosis altes de 100 mg/kg/dia. S'ha de tenir en compte, en l'aspirina, el risc de la malaltia de Reye 
Els esteroides es reserven als casos on el cor queda afectat 
Injeccions mensuals de penicil·lina durant cinc anys en alguns pacients 
Actualment no hi ha una vacuna contra la infecció per S. pyogenes.